# Ściegny
Ściegny (Duits:  Steinseiffen) is een dorp in het Poolse woiwodschap Neder-Silezië, in het district Jeleniogórski. De plaats maakt deel uit van de gemeente Podgórzyn en is gelegen in het Reuzengebergte, 13 kilometer ten zuiden van Jelenia Góra en 97 kilometer ten westen van Wrocław.
Na de Tweede Wereldoorlog werd het dorpje onder Pools bestuur geplaatst en omgedoopt tot Kamionka. De Duitse bevolking werd verdreven en vervangen door Polen, conform de naoorlogse Conferentie van Potsdam. Pas in Mei 1946 kreeg het zijn huidige naam.